# Samsung Galaxy S4
Samsung Galaxy S4 és un model de telèfon mòbil de la companyia coreana Samsung. Funciona amb el sistema operatiu Android.
| Memoria interna    | 16GB + micro SD 64GB              |
| Memoria RAM        | 2GB                               |
| Bateria            | 2600 mAh                          |
| Fabricant          | Samsung                           |
| Pes                | 130g                              |
| Connectivitat      | 2G, 3G, 4G, wi-fi, NFC, Bluetooth |
| Resolució pantalla | 1920*1080                         |

## Disseny
Rectangular amb els bordes arrodonits i la part de darrere extraible. Les tecles del volum a l'esquerra del celular i a la dreta la de bloquejar/apagar, entrada d'audio auricular a dalt del telèfon al costat de la sortida de raig inflarroig. A baix del telèfon podem trobar l'entrada del carregador. Al damunt de la pantalla i del logotip de Samsung hi trobem la càmara interior junt amb el sensor de moviment. El Samsung Galaxy S4 té una pantalla smart de 5 i uns cantos de 7,9mm. La pantalla gairebé ocupa tota la part frontal del móbil, la qual cosa fa que el móbil no sigui tant gran però que tingui una pantalla gran.

## Software
Quan el Samsung Galaxy S4 fou llançat al mercat, utilitzava el SO Android 4.3 jelly bean. Actualment es pot actualitzar a la nova versió d'Android 5.0.1 Lollipop. Samsung té personalitzada per defecte la versió d'android amb el denominat TouchWiz. La nova versió de l'Android per a Samsung encara conté algun BUG però que serà arreglat en les proximes modificacoins.
Una altra cosa que fa especial a aquest Samsung és l'app que ve per defecte anomenada GroupPlay. Aquesta app ens permet compartir arxius multimèdia amb altres S4s. La millor característica d'aquesta app és que quan un usuari S4 reprodueix una cançó, aquesta es sincronitza amb els altres S4s forman un altaveu., és a dir, tots els mòbils S4 estan reproduin la mateixa cançó alhora. La música reproduïda només fa falta que la tingui un usuari descarregada.

Itt's got four times lossy didigital zoom!

## Pantalla
Smart Screen (pantalla intel·ligent) de 5" amb resolució de 1920x1080.
Aquesta pantalla té la capacitat de detectar el dit de l'usuari quan està a 7cm de la pantalla, d'aquesta manera l'usuari pot visualitzar informació tant en pàgines web com en aplicacions del mòbil sense la necessitat de tocar la pantalla. El celular també té un sensor de moviment al damunt de la pantalla el qual permet a l'usuari fer accions extra sense tocar la pantalla, com ara passar fotos, desplaçar-se pel menú principal, etc.
Aquesta SmartScreen també té una funció anomenada SmartStay la qual fa que la pantalla és mantigui activa sense tocar-la quan l'usuari està miran la pantalla.
El cost unitari de la pantalla és una mica més elevat que el d'una pantalla normal per la nova tecnologia d'aquesta.

## Càmera
Amb la càmera interior de 2MP i exterior de 13 MP, Samsung ha desenvolupat múltiples funcions amb la càmera. Aquestes són algunes de les funcions d'aquesta càmera de Samsung.
- Sound&Shot és una d'elles, consta que quan es fa la fotografia, es graven tots els sons de l'exterior durant un breu període, de manera que quan es visualitza la foto també s'escolten el so de fons.
- Una altra funció d'aquesta gran càmera és el DualCamera. Aquesta funció consisteix que quan l'usuari fa la foto, es visualitza la càmera exterior i alhora un marc amb el que veu la càmera interior.
- Enre d'altres també hi ha DramaShot, el qual fa una sèrie de fotografies a un objectiu en moviment i les ajunta formant una seqüència d'imatges.